# Коваленковский
Коваленковский (на руски: Коваленковский) е село в Кантемировски район на Воронежка област на Русия.
Влиза в състава на селището от селски тип Осиковское.

## География

### Улици
- ул. Советская.

## Население
| 2010 |
| ---- |
| 90   |